# Перточа
Перточа (словен. Pertoča) — поселення в общині Рогашовці, Помурський регіон, Словенія. Висота над рівнем моря: 227,7 м.